# Hans Lange (Sagengestalt)
Der Bauer Hans Lange ist eine Sagengestalt, mit der die Jugendzeit des pommerschen Herzogs Bogislaw X. (* 1454; † 1523) ausgeschmückt wurde. 

## Sage
Das Leben Herzog Bogislaws X. des Großen, unter dessen Regierung ab 1478 ganz Pommern wieder unter einem Herrscher vereint war, ist Gegenstand zahlreicher phantasievoller Geschichten. So soll er gemeinsam mit seinem jüngeren Bruder Kasimir bei seiner Mutter, Herzogin Sophia, in Rügenwalde aufgewachsen sein, die beide schwer vernachlässigt habe. Da habe sich ein herzoglicher Bauer, Hans Lange aus Lanzig, des jungen Bogislaw angenommen und ihn angemessen ausgestattet. 
Diese Geschichte ist erstmals durch den pommerschen Geschichtsschreiber Thomas Kantzow (* 1505; † 1542) überliefert, der sie als eine Tatsache berichtet.
In der Fassung von Jodocus Donatus Hubertus Temme in den Volkssagen von Pommern und Rügen (1840) lautet die Sage auszugsweise: 
„Sie [Herzogin Sophia] hatte auch ihre beiden jüngsten Prinzen Casimir und Bogislav bei sich, allein sie kümmerte sich um dieselben nicht, und sie war ihnen sogar todfeind um ihres Vaters des Herzogs willen. Sie ließ sie mit den Bürgerkindern in die Schule zu Rügenwalde gehen und gab ihnen nicht einmal die nothdürftigste Kleidung, also daß die armen Herrlein gleich den ärmsten Schülern mit zerrissenen Kleidern gingen, und die Zehen ihnen aus den Schuhen hervorsahen, und Jedermann nicht anders vermeinte, als daß sie es gern gesehen hätte, wenn sie gar umgekommen wären.“
„Es wohnte zu damaliger Zeit nicht weit von Rügenwalde in dem Dorfe Lantzke oder Lanzig ein Bauer, Hans Lange genannt, seiner Art nach verständig und ziemlichen Vermögens. Derselbe kam oft nach Rügenwalde in die Stadt, und wie er die jungen Herzöge so zerlumpt und oft hungrig sah, erbarmte es ihn, und er bekam insbesondere eine Lust zu dem Herzoge Bogislav, als dem schönsten und freudigsten. Er sagte deshalb einst auf sein Pommersch zu ihm: Herzog Bogislav, wie gehst du so daher, als wenn du nirgends zu Hause gehörtest! Willst du denn gar nicht wissen, daß du ein Fürst bist? Will dir deine Mutter nichts geben, weil du solche schlechte Kleider und Schuhe hast? Dem antwortete Herzog Bogislav stolz: Was ihm daran liege? wenn er, der Herzog nichts habe, so werde er, der Bauer, ihm nichts geben! Da sagte aber der Bauer: Ja, Bogislav, mir liegt daran. Du solltest mein Herr sein; wenn du dann Keinen mehr hättest, denn wollte ich dir des Jahrs wohl Kleider geben. Laß dir das nicht so spöttisch sein, daß ein Bauer mit dir redet; vielleicht kann ich dir etwas sagen, was dein Schade nicht sein wird. Fragte Herzog Bogislav, was er denn sagen könnte? und antwortete der Bauer: wie, wenn ich dein Bauer wäre, und gäbe dir alle Jahre meine Zinsen, daß du dir dafür Kleider kaufen könntest, würde dir das nicht gefallen? Da sagte Herzog Bogislav! Ja, aber wie könnte das geschehen? Und sagte der Bauer: Gehe hin zu deiner Frau Mutter, und bitte sie, daß sie dir Hans Lange zu Lantzke zu deinem Bauern übergibt, daß er dir seine Pacht und Zinsen gebe, damit du dir Nothdurft davon kaufen mögest. Das gefiel dem Herzog Bogislav zwar wohl, aber er getraute sich nicht, von seiner Mutter es zu erhalten. Der Bauer rieth ihm jedoch: er solle nur Hans Massow, den Hofmeister, darum bitten, der könne es ihm wohl verschaffen. Das that der Herzog, und Hans Massow verschaffte ihm von der Herzogin Hans Langen für seinen Bauer.“

## Geschichtlicher Hintergrund
Nach dem Urteil des Historikers Martin Wehrmann hält die Erzählung vor der kritischen Geschichtsforschung nicht stand. Der junge Bogislaw wurde vielmehr 1466 zur Erziehung an den polnischen Königshof gesandt. Bei seinem Regierungsantritt 1476 handelte er in voller Eintracht mit seiner Mutter. Erst später kam es zwischen beiden zu einem langwierigen Streit über Vermögensansprüche, der die Grundlage der späteren Sage gewesen sein dürfte. 
Nach Fritz Zickermann knüpft der Name Hans Lange an den Namen des polnischen Gelehrten Jan Dlugosz, zu deutsch Hans Lange, an. Dieser war der Erzieher der Söhne des polnischen Königs, möglicherweise also auch des am polnischen Königshofe weilenden Bogislaw. 
Demgegenüber hat der Heimatforscher Karl Rosenow angenommen, dass die Überlieferung historisch zutreffend sei. Er berief sich auf eine angebliche Urkunde, nach der Herzog Bogislaw X. dem Hans Lange ein Freischulzenamt verliehen hätte.

## Künstlerische Bearbeitung
Der Literaturnobelpreisträger Paul Heyse verarbeitete die Sage in seinem Schauspiel in vier Akten „Hans Lange“ (1864), der aus Dramburg stammende Schriftsteller Johannes Höffner in seinem Roman „Die Treue von Pommern“ (1912).